# Aulotrachichthys prosthemius
Aulotrachichthys prosthemius är en fiskart som först beskrevs av Jordan och Fowler 1902.  Aulotrachichthys prosthemius ingår i släktet Aulotrachichthys och familjen Trachichthyidae. Inga underarter finns listade.